# Liste der diplomatischen Vertretungen in Nepal

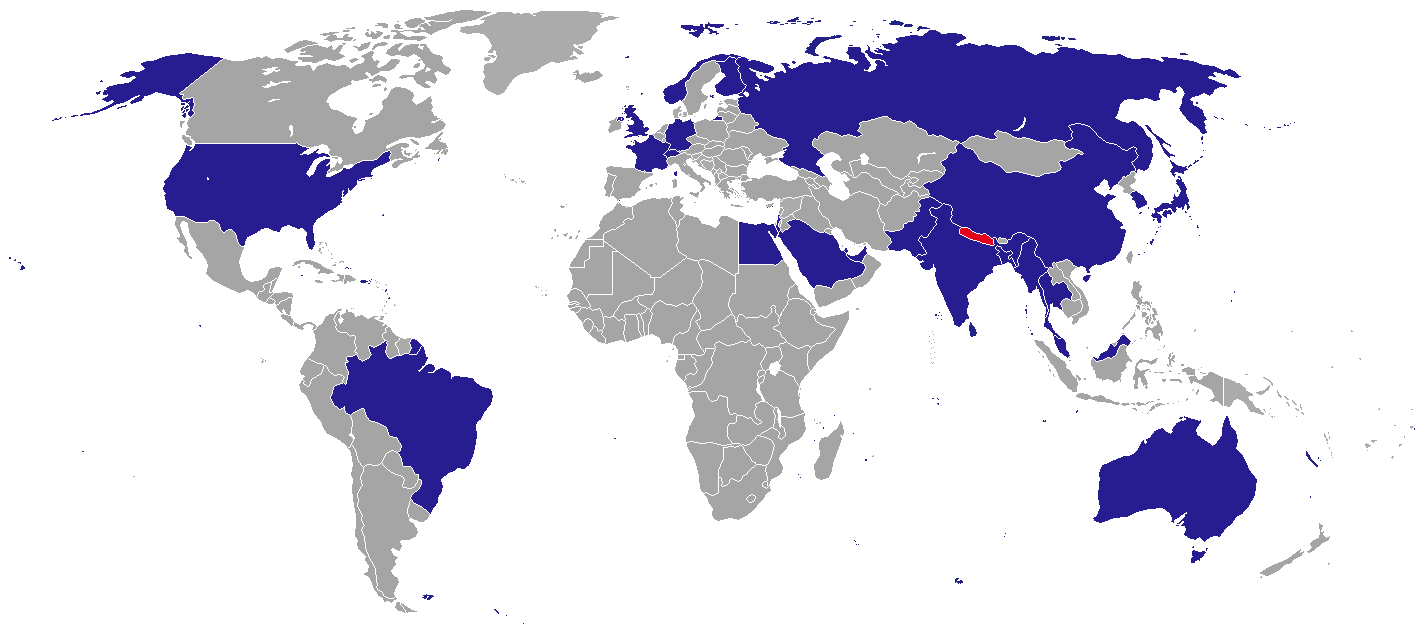
Staaten mit einer Botschaft in Nepal

Die Liste der diplomatischen Vertretungen in Nepal führt Botschaften und Konsulate auf, die im asiatischen Staat Nepal eingerichtet sind (Stand 2019).

## Botschaften in Kathmandu
26 Botschaften sind in der nepalesischen Hauptstadt Kathmandu eingerichtet (Stand 2019).

### Staaten
| - Ägypten: Botschaft - Australien: Botschaft - Bangladesch: Botschaft - Brasilien: Botschaft - Deutschland: Botschaft - Finnland: Botschaft - Frankreich: Botschaft - Indien: Botschaft - Israel: Botschaft - Japan: Botschaft - Katar: Botschaft - Malaysia: Botschaft - Myanmar: Botschaft | - Nordkorea: Botschaft - Norwegen: Botschaft - Pakistan: Botschaft - Russland: Botschaft - Saudi-Arabien: Botschaft - Schweiz: Botschaft - Südkorea: Botschaft - Sri Lanka: Botschaft - Thailand: Botschaft - Vereinigte Arabische Emirate: Botschaft - Vereinigtes Königreich: Botschaft - Vereinigte Staaten: Botschaft - Volksrepublik China: Botschaft |